# Championnat de France féminin de handball 2001-2002
Navigation
Division 1F 2000-2001 Division 1F 2002-2003
Le championnat de France féminin de handball 2001-2002 est la cinquantième édition de cette compétition. Le championnat de Division 1 est le plus haut niveau du championnat de France de ce sport. Douze clubs participent à la compétition. 
À la fin de la saison, le Handball Metz Métropole est désigné Champion de France devant l'ES Besançon, tenant du titre. Il s'agit du 10e titre de l'histoire du Handball Metz Métropole.

## Clubs du Championnat
| Club                      | 2000-2001 |
| ------------------------- | --------- |
| ES Besançon               | 1er       |
| HB Metz métropole         | 2e        |
| Sun A.L. Bouillargues     | 3e        |
| SA Mérignacais            | 4e        |
| HBC Nîmes                 | 5e        |
| AS Bondy                  | 6e        |
| Cercle Dijon Bourgogne    | 7e        |
| Toulon Var Handball       | 8e        |
| Toulouse Féminin Handball | 9e        |
| ASUL Vaulx-en-Velin       | 10e       |
| Issy-les-Moulineaux HBF   | 1er de D2 |
| US Alfortville            | 2e de D2  |

## Classement final
Le classement final est :
|    | Équipe                      | Pts | J  | G  | N | P  | Bp  | Bc  | Diff |
| -- | --------------------------- | --- | -- | -- | - | -- | --- | --- | ---- |
| 1  | HB Metz métropole           | 64  | 22 | 21 | 0 | 1  | 666 | 465 | 201  |
| 2  | ES Besançon (T) (F)         | 63  | 22 | 20 | 1 | 1  | 706 | 462 | 244  |
| 3  | Cercle Dijon Bourgogne      | 52  | 22 | 14 | 2 | 6  | 515 | 458 | 57   |
| 4  | Toulon Var Handball         | 46  | 22 | 12 | 0 | 10 | 499 | 535 | -36  |
| 5  | SA Mérignacais              | 45  | 22 | 11 | 1 | 10 | 557 | 538 | 19   |
| 6  | HBC Nîmes                   | 44  | 22 | 10 | 2 | 10 | 469 | 477 | -8   |
| 7  | AS Bondy                    | 42  | 22 | 9  | 2 | 11 | 552 | 593 | -41  |
| 8  | Issy-les-Moulineaux HBF (P) | 40  | 22 | 8  | 2 | 12 | 532 | 548 | -16  |
| 9  | Sun A.L. Bouillargues       | 37  | 22 | 7  | 1 | 14 | 524 | 606 | -82  |
| 10 | ASUL Vaulx-en-Velin         | 35  | 22 | 6  | 1 | 15 | 515 | 595 | -80  |
| 11 | US Alfortville (P)          | 31  | 22 | 3  | 3 | 16 | 460 | 594 | -134 |
| 12 | Toulouse Féminin Handball   | 29  | 22 | 2  | 3 | 17 | 471 | 595 | -124 |

|     | Champion, qualifié en Ligue des champions |
|     | Qualifié en coupe des vainqueurs de coupe |
|     | Qualifié en coupe de l'EHF                |
|     | Qualifié en coupe Challenge               |
|     | (Rel) Relégué en Division 2               |
| (T) | Tenant du titre 2001                      |
| (F) | Vainqueur de la Coupe de France           |
| (P) | Promu de Division 2                       |

Parmi les résultats notables, on trouve :
- 1re journée, 22 septembre 2001 : US Alfortville 27 -  27 ES Besançon
- 11e journée, 26 janvier 2002 : ES Besançon 24 - 31 HB Metz métropole
- 22e et dernière journée, 4 mai 2002 : HB Metz métropole 21 - 31 ES Besançon

Cette dernier était sans enjeu sportif puisque Metz et Besançon étaient déjà assurés d'être champion et vice-champion de France respectivement.

## Statistiques et récompenses

### Statistiques générales
Les statistiques générales sont :
Statistiques des clubs
- Plus petit nombre de buts sur un match : 34 lors d'Alfortville - Dijon 12-22 (4e journée)
- Plus grand nombre de buts sur un match : 67 lors de Besancon - Alfortville 45-22 (13e j.)
- Plus petit nombre de buts marqués par une équipe : 11 pour Toulon contre Besancon 11-26 (5e j.)
- Plus grand nombre de buts marqués par une équipe : 45 pour Besancon contre Alfortville 45-22 (13e j.)

Statistiques des joueuses
- Plus grand nombre d'arrêts sur un match : 26 pour Elisabeta Rosu (Nîmes) contre Toulouse 21-14 (12e j.) et Stella Joseph-Mathieu (Issy) contre Bouillargues 39-16 (13e j.).
- Plus grand nombre de buts sur un match : 12 pour Leïla Lejeune (Metz) contre Besancon 31-24 (11e j.), Sandrine M'Ba (Lyon) contre Bouillargues 30-26 (12e j.) et Barbara Laverroux (Issy) contre Toulon 26-28 (15e j.)
- Plus grand nombre de tirs tentés pour une joueuse : 24 (six réussis) pour Nabila Chibani (Alfortville) contre Besançon 22-45 (12e j.)
- Meilleure efficacité pour une joueuse dans les tirs (hors penalties) : 8/8 pour Véronique Tabard-Norval (Mérignac) contre Issy 26-26 (5e journée), Véronique Riol (Lyon) contre Dijon 20-25 (10e journée), Sandy Demangeon (Nîmes) contre Toulon 23-17 (14eme j.) et Isabelle Wendling (Metz) contre Toulon (31-22).
- Plus mauvaise efficacité pour une joueuse dans les tirs : 0/10 (dont 0/1 pen.) pour Laetitia Bui (Alfortville) contre Bondy 21-28 (19e journée)
- Plus grand nombre de penalties réussis pour une joueuse : 6 pour Myriam Korfanty (Mérignac) contre Besançon 22-28 (9e journée), Milena Murat (Bouillargues) contre Besançon 18-44 (10e journée), Carmen Amariei (Besançon) contre Dijon 24-18 (13e journée), Noumia Zitiou (Mérignac) contre Dijon 24-23 (14e journée), Manuela Necula (Issy) contre Dijon 22-28 (19e journée) et Stéphanie Fiossonangaye (Besançon) contre Metz 31-21 (22e journée).

### Meilleures buteuses
Les meilleures buteuses sont :
| Rang | Joueuse                   | Club         | Buts |
| ---- | ------------------------- | ------------ | ---- |
| 1    | Tzvetelina Demirev        | Bondy        | 149  |
| 2    | Leila Lejeune             | Metz         | 142  |
| 3    | Miléna Murat              | Bouillargues | 131  |
| 4    | Christine Vanparys        | Toulon       | 130  |
|      | Sandrine M'Ba             | Lyon         | 130  |
| 6    | Carmen Amariei            | Besançon     | 125  |
| 7    | Véronique Riol            | Lyon         | 121  |
| 8    | Barbara Laverroux         | Issy         | 120  |
| 9    | Nabila Chibani            | Alfortville  | 119  |
| 10   | Jennie Florin             | Toulouse     | 118  |
| 11   | Christelle Joseph-Mathieu | Issy         | 115  |
| 12   | Marion Vialatte           | Lyon         | 106  |
| 13   | Chantal Maïo              | Bouillargues | 101  |
| 14   | Ilda Bengue               | Dijon        | 100  |
| 15   | Laëtitia Bui              | Alfortville  | 95   |
|      | Stéphanie Cano            | Mérignac     | 95   |
| 17   | Anamaria Stecz-Grozav     | Dijon        | 94   |
| 18   | Noumia Zitiou             | Mérignac     | 92   |
| 19   | Myriam Korfanty           | Mérignac     | 90   |
| 20   | Svetlana Antić            | Besançon     | 88   |

Les meilleures gardiennes de buts sont :
| Rang | Joueuse               | Club         | Arrêts |
| ---- | --------------------- | ------------ | ------ |
| 1    | Stella Joseph-Mathieu | Issy         | 325    |
| 2    | Valérie Nicolas       | Besançon     | 284    |
| 3    | Carmen Petca          | Bondy        | 244    |
| 4    | Marie Möller          | Toulon       | 243    |
| 5    | Andrea Farkas         | Metz         | 232    |
| 6    | Eivor Hausken Sande   | Toulouse     | 192    |
| 7    | Joanne Dudziak        | Nîmes        | 173    |
| 8    | Fabienne Lauzent      | Bouillargues | 171    |
| 9    | Justina Lopes Praça   | Metz         | 144    |
| 10   | Marie-Annick Dézert   | Dijon        | 161    |

### Distinctions
À l'issue du championnat, le Sept de l'année est :
- Meilleure joueuse : Leila Lejeune (Metz, 9 voix sur 12) ; Stella Joseph-Mathieu (Issy, 1) ; Valérie Nicolas (Besançon, 1) ; Sandrine Mariot-Delerce (Besançon, 1)
- Meilleure gardienne de but : Valérie Nicolas (Besançon, 5) ; Andrea Farkas (Metz, 3) ; Stella Joseph-Mathieu (Issy, 3) ; Marie Möller (Toulon, 1).
- Meilleure arrière droite : Milena Murat (Bouillargues, 3) ; Christelle Joseph-Mathieu (Issy, 2) ; Tzvetelina Demirev (Bondy, 2) ; Ilda Bengue (Dijon, 2) ; Pascale Roca (Nîmes, 2) ; Stéphanie Fiossonangaye (Besançon, 1).
- Meilleure ailière droite : Anamaria Stecz-Grozav (Dijon, 6) ; Stéphanie Cano (Mérignac, 4) ; Caer (Toulon, 1) ; Demangeon (Nîmes, 1).
- Meilleure demi-centre : Myriame Saïd Mohamed (Besançon, 6) ; Jennie Florin (Toulouse, 2) ; Barbara Laverroux (Alfortville, 1) ; Myriam Korfanty (Mérignac, 1) ; Christine Vanparys (Toulon, 1) ; Chantal Maïo (Bouillargues, 1).
- Meilleure ailière gauche : Stéphanie Ludwig (Metz, 9) ; Raphaëlle Tervel (Besançon, 2) ; Stéphanie Lannes-Jean (Toulouse, 1).
- Meilleure arrière gauche : Leila Lejeune (Metz, 11) ; Véronique Riol (Lyon, 1).
- Meilleure pivot : Isabelle Wendling (Metz, 5) ; Svetlana Antić (Besançon, 4) ; Tatiana Tchernycheva (Bondy, 1) ; Véronique Pecqueux-Rolland (Dijon, 1) ; Tarrusson (Bouillargues, 1).
- Meilleure défenseur : Isabelle Wendling (Metz, 6) ; Véronique Pecqueux-Rolland (Dijon, 2) ; Svetlana Antić (Besançon, 1) ; Myriam Korfanty (Mérignac, 1) ; Bégarie (Toulouse, 1) ; Moukila (Bondy, 1).
- Meilleur entraineur : Bertrand François (Metz, 6), Dragan Zovko (Lyon, 1) Alain Portes (Nîmes, 1), Philippe Germain (Alfortville, 1), Christophe Maréchal (Besançon, 1), Fred Willi (Dijon, 1), Jean-Luc Le Gall (Toulon, 1).

Les votants étaient : Philippe Germain (Alfortville), Christophe Maréchal (Besançon), Lionel Levy (Bondy), Jacques Grandjean (Bouillargues), Fred Willi (Dijon), Jean-Philippe Thomas (Issy), Dragan Zovko (Lyon), Thierry Vincent (Mérignac), Bertrand François (Metz), Alain Portes (Nîmes), Jean-Luc Le Gall (Toulon) et Didier Bor (Toulouse).

## Effectif du champion
Autres joueuses
- Aurore Costabelli
- Leïla Hadi
- Joy Obein
- Marie-Audrey Sababady
- Marie-Sophie Schmitt
- Maakan Tounkara